# جويل موناغان
جويل موناغان (بالإنجليزية: Joel Monaghan)‏ هو لاعب دوري الرغبي أسترالي، ولد في 22 أبريل 1982 في كانبرا في أستراليا.